# Hällkarsmygga
Hällkarsmygga, Aedes atropalpus är en tvåvingeart som först beskrevs av Daniel William Coquillett 1902.  Aedes atropalpus ingår i släktet Aedes och familjen stickmyggor. Inga underarter finns listade i Catalogue of Life. Arten har introducerats i Europa vid flera tillfällen och kan säkert etablera sig.